# لين ويلكينسون
لين ويلكينسون (5 نوفمبر 1916 في المملكة المتحدة - 3 سبتمبر 2002 في المملكة المتحدة) (بالإنجليزية: Len Wilkinson)‏ هو لاعب كريكت بريطاني وبريطاني (وحمل سابقاً جنسية المملكة المتحدة لبريطانيا العظمى وأيرلندا). شارك مع منتخب إنجلترا للكريكت. أما مع النوادي، فقد لعب مع نادي مقاطعة لانكشر للكريكت ‏ ونادي مارليبون للكريكت ‏.

## وصلات خارجية
- لين ويلكينسون على موقع إي آس بي آن كريك إنفو (الإنجليزية)